# Schloss Marienlay

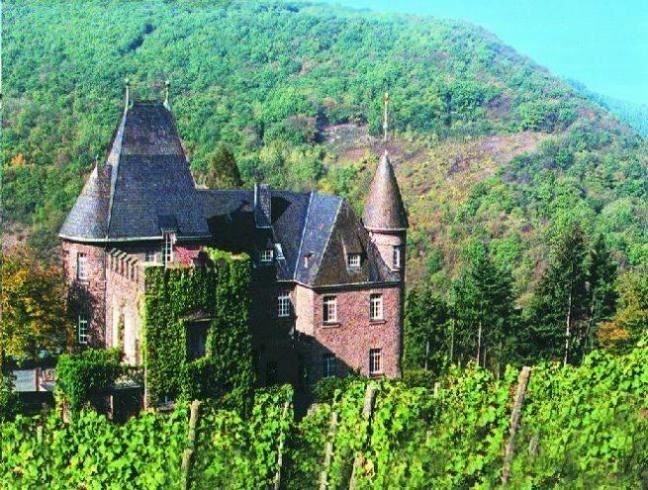
Schloss Marienlay

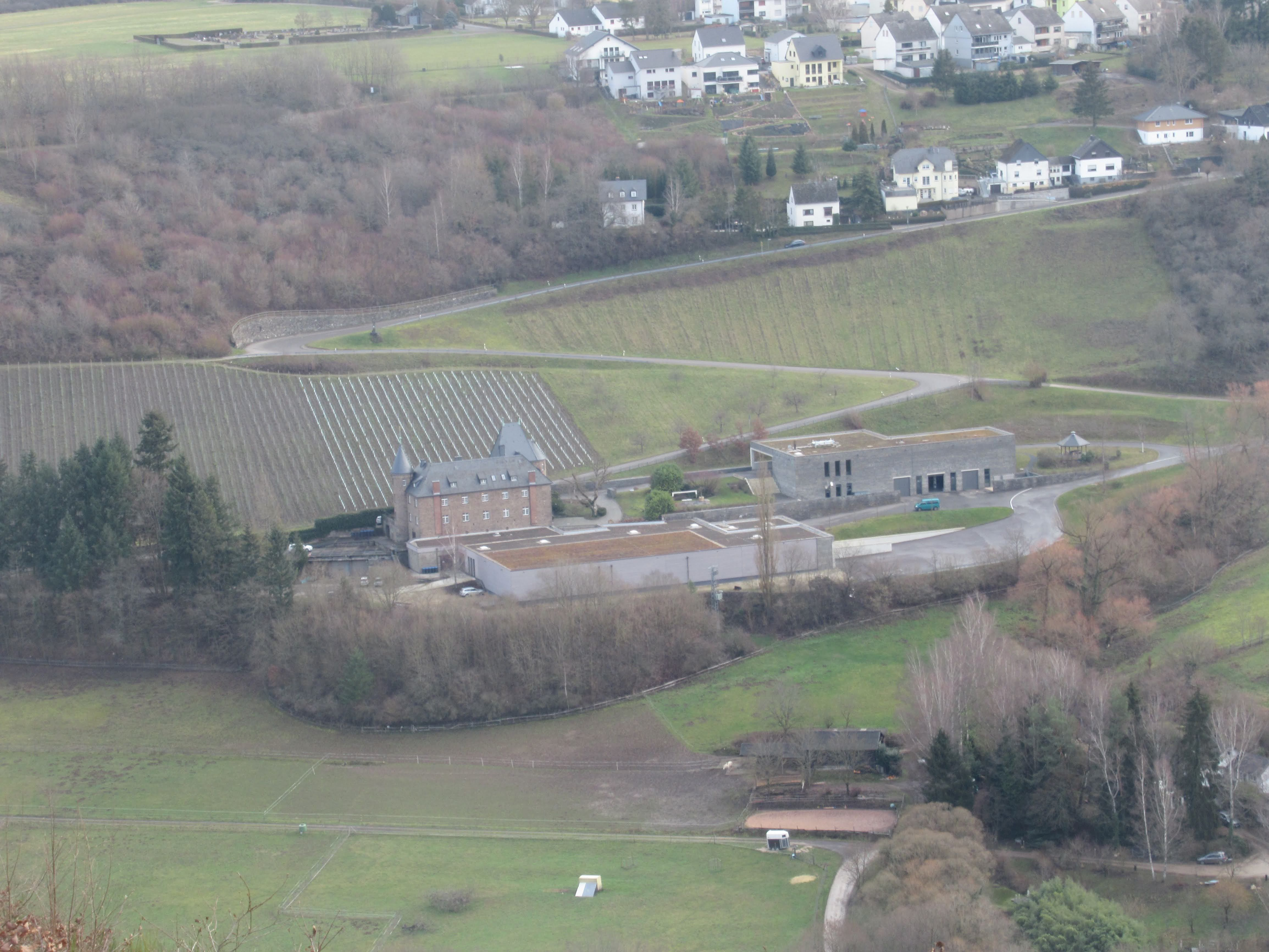
Rückansicht

Das Schloss Marienlay steht am Osthang des Ruwertals bei Morscheid im Landkreis Trier-Saarburg, Rheinland-Pfalz.
Es wurde in der Zeit von 1922 bis 1927 aus Schieferbruchsteinen errichtet und liegt auf 220 m ü. NHN. Ein Vorgängerbau – das sogenannte Kelterhaus – stammte etwa aus dem Jahr 1880 und wurde 1961 abgebrochen.
Heute hat dort das Weingut Reichsgraf von Kesselstatt seinen Sitz.
Funktionaler Teil des Weingutes ist die zugehörige und das Erscheinungsbild mitprägende Weinbergslage.